# Sofía dame tiempo
Sofía dame tiempo é uma telenovela estadunidense-colombiana exibida em 2003 pela Telemundo e Caracol Televisión.

## Sinopse
É a história de Sofía Santero e Santiago Rodríguez. Os dois cresceram juntos em Soplaviento, uma pequena cidade na costa do Caribe colombiano, e sempre se amaram, sonhando em se casar e ter filhos. Mas o destino tinha outros planos para eles. Camilo Manrique, filho de Gregorio Manrique, um dos homens mais ricos da região, e que sempre foi apaixonado por Sofia, aparece morto e Santiago é o culpado pelo assassinato. Santiago deve fugir para não ser executado, logo no dia de seu casamento com Sofia, deixando-a vestida em frente ao altar e sem tempo de explicar o ocorrido. Santiago chega a Bogotá e começa uma nova vida com a ajuda de uma amiga, Francesca Sabina. Por sua vez, Sofia, que acredita firmemente na inocência de Santiago, decide ir procurá-lo em Bogotá, sem saber que Santiago estabeleceu uma relação com Francesca, embora continue a amar Sofia.

## Elenco
- Karen Martínez.... Sofía Santero
- Rafael Novoa.... Santiago Rodríguez Salazar
- Ana María Trujillo.... Francesca Sabina
- Alejandro López.... Nicolás Pardo
- Orlando Fundichely.... Antonio 'Toño' Rivas
- Ana Laverde.... Valeria Sabina
- Mayte Vilán.... Victoria Guerrero
- Salvatore Basile.... Salvatore Sabina
- Marcela Gallego.... Fabiola de Neira
- Pedro Mogollón.... Santos Neira
- Katherine Vélez.... Adela Salazar viuda de Rodríguez
- Víctor Cifuentes.... Gregorio Manrique
- Carlos Hurtado.... Dairo García
- Astrid Hernández.... Marilyn Monroy
- Orlando Lamboglia.... Teodolindo 'Teo' Caro
- Cecilia Navia.... Rosa Torres
- Claudia Liliana González.... Pilar Amaya
- Claudia Arroyave.... Juliana Rodríguez Salazar
- Saín Castro.... Aníbal Zapata
- Ramiro Meneses.... Teniente Pinzón
- Santiago Alarcón.... Rodrigo
- Juan del Mar.... Diosdao
- Julio del Mar.... José 'Pepe' Pardo
- Rosa Garavito.... Ubaldina
- María José Martínez.... Tatiana Neira
- Toto Vega.... Sargento Díaz
- Rolando Tarajano.... Camilo Manrique
- Rodrigo Candamil.... Manuel Manrique